# Вилла Аурелия
Вилла Аурелия (итал. Villa Aurelia) — вилла в посёлке Льерна на озере Комо (по дороге на Варенну), с видом на мыс Белладжо. Известна также как вилла Бесана по имени архитектора, спроектировавшего её в 1921 году.
Прямоугольное в плане здание выходит главным фасадом на озеро. Фасад эклектично соединяет элементы различных исторических стилей и стиля модерн с башенками, стилизованными под средневековье. На фасаде, обращенном в противоположную от озера сторону, преобладает терракота. Интерьер украшен художественными витражами и по многим параметрам близок стилю модерн.
Вилла окружена большим парком, а вдоль озера расположены два каменных причала. Вокруг виллы — парк столь же эклектичный, как и само здание. В парке представлены многие экзотические растения, что позволяет расценивать его как своеобразный ботанический сад.
Местные журналисты утверждают, что в начале XXI века виллу безуспешно пытались приобрести такие голливудские знаменитости, как Сильвестр Сталлоне и Джордж Клуни. Якобы Клуни в 2018 году предлагал за виллу более 110 миллионов долларов, но его предложение было отклонено семьей владельца, которая сочла его слишком низким.